# Інгігерда Шведська
Інгігерда Улофсдоттір, у хрещенні Ірина (швед. Ingegärd, Ingegerd, бл. 1002 — 10 лютого 1050) — велика княгиня Київська, свята. Дочка шведського короля Улофа Шетконунга (швед. Olof Skötkonung, Skottkonung) та Астрід Мекленбурзької (швед. Estrid), дочки західнослов'янського ободритського князя; друга дружина Ярослава Мудрого, з яким побралася в 1019 (цього року Ярослав захопив київський престол).

## Біографія
При дослідженні решток жіночого скелета із саркофага Ярослава Мудрого у 1939—1940 роках було виявлено, що скелет належав жінці північноєвропейського типу віком близько 50-55 років. Тип скелета, його перебування у саркофагу князя Ярослава і приблизний вік жінки під час смерті дозволяють припускати, що це рештки Інгігерди. У такому випадку, якщо вона померла у 1050 році, і її вік складав близько 50 років, то народитися вона могла десь у 1000 році. Таким чином вона була молодша за свого майбутнього чоловіка приблизно на 15 років.

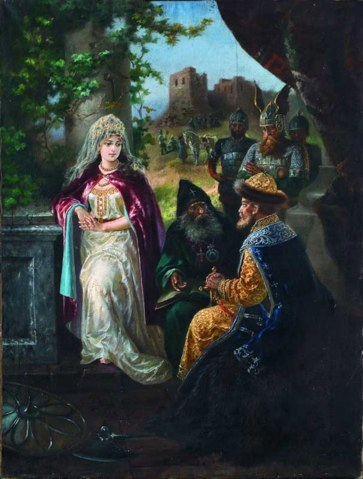
О. І. Транковський. Ярослав Мудрий та шведська принцеса Інгігерда

Інгігерда, принцеса Швеції, мала стати дружиною короля Норвегії Олафа II Гаральдссона — як гарантія миру між Швецією та Норвегією відповідно до рішення тінга в Уппсалі в 1017 році. Весілля мало відбутися восени на кордоні двох держав, на березі річки Ельв. Відповідно до досягнутих угод, восени 1018 року Олаф II прибув на кордон для побачення з нареченою та її батьком, але їх там не виявилося. Відправлені до Швеції гінці привезли невтішну звістку: ще влітку до Улофа Шетконунга прибули посли від новгородського «конунга Ярицлейва», шведський король видав свою дочку за сина Київського князя Володимира і майбутнього правителя всієї Київської Русі Ярослава Мудрого, який княжив тоді в Новгороді, а Олаф II одружився з її зведеною сестрою Астрід.
До Новгороду Інгігерда прибула влітку 1019 (або 1016) року. Судячи із «Саги про Олафа Святого» Сноррі Стурлусона, за шлюбним договором у посаг принцеса Інгігерда отримала місто Альдейгьюборг (давньоскан. Aldeigjuborg, до 1703 — Ладога, нині село Стара Ладога) з прилеглими землями, які відповідно до гіпотези А. М. Шегрена на заході отримали відтоді назву Інгрії — Іжорія або Інгрія (Інгерманландія, швед. Ingermanland, фін. Inkeri, Inkerinmaa, ест. Ingeri, Ingerimaa) (землі Інгігерди, за фінською вимовою — «Інкерінмаа»), а посадником (ярлом) Ладоги (Альдейгьюборга) на прохання Інгігерди призначили ярла Вестра-Йоталанда, родича Інгігерди по материнській лінії Рагнвальда Ульвсона (Регнвальда Ульфссона).

У «Сазі про Еймунда» про посаг Інгігерди не згадують, є лише згадка про те, що ярл Рогнвальд володів Альдегйоборгом і залишився володіти ним і після укладення мирного договору між Ярославом і Брячиславом.
Вона перейшла в Новгороді в східний (православний) обряд з ім'ям Ірина (співзвучне з «Інгігерда»). Деякі історики вважають, що Інгігерда знала з дитинства слов'янську мову, оскільки її мати, королева Астрід, була дочкою ободритського князя Мечислава III.
Інгігерда була другою дружиною Ярослава, оскільки першу дружину руського князя в 1018 році захопив у полон польський король Болеслав і разом із сестрами Ярослава назавжди відвіз до Польщі. Імовірно, саме перша дружина народила від Ярослава сина Іллю, який помер у дитинстві. Одружившись з Інгігердою, Ярослав поріднився з норвезьким королем Олафом Святим і німецьким імператором Генріхом ІІ. Ярослав допомагав їм, коли Олаф Святий, Гаральд Сміливий і Магнус Добрий втікали до Києва від данського короля Канута. Потім вигнанці повернулися додому, і почалася війна. Олаф Святий загинув у бою під Стікльстедом, але Магнус із дядьком здобули норвезький престол від Канута Данського.
Під час чотирирічної війни Ярослава за київський престол з братом Святополком, Інгігерда ділить із чоловіком і долю, і недолю. Вона їде за ним у походи спочатку в Новгород, потім у Київ. Коли Ярослав хоче стратити свого брата Судислава Псковського, Ірина переконує його не наслідувати Святополка. У Києві хвора Інгігерда потрапляє в польсько-мадярський полон, але їй вдається втекти. У війні Ярослава із Мстиславом Тмутараканським княгиня робить усе, щоб брати помирилися.
Померла 10 лютого 1050 року. За дослідженнями вчених з Гетеборзького університету, Швеція, Інгігерда померла в Києві й похована в Соборі Святої Софії.

## Родина

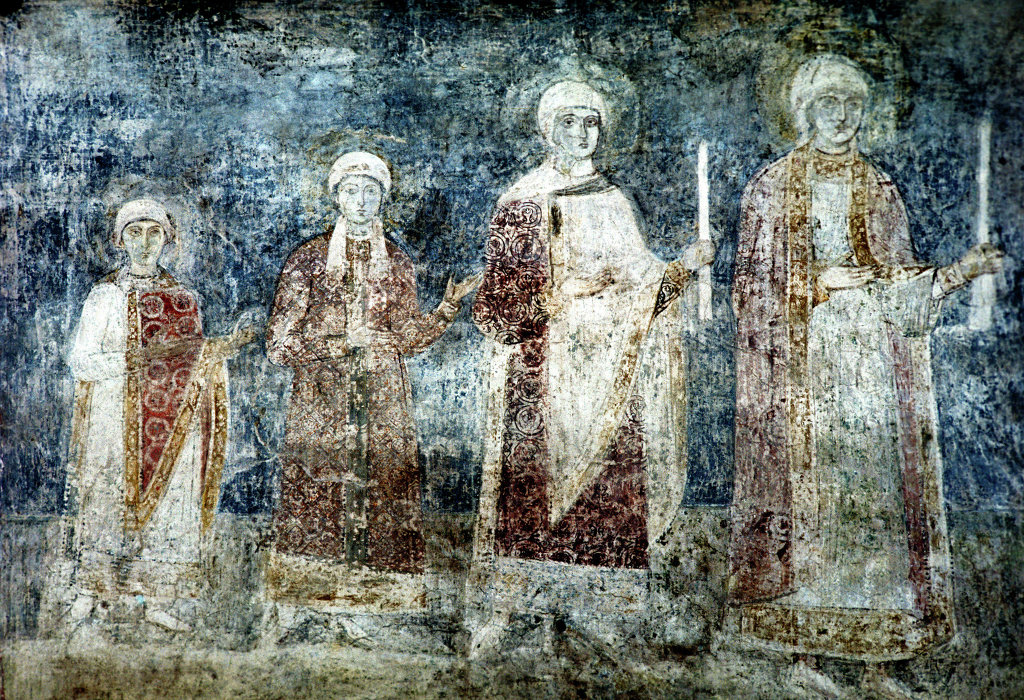
Фреска із Софіївського Собору (Київ) із зображенням дочок Ярослава Мудрого: Анна, Анастасія, Єлизавета та Агата

Чоловік — Ярослав Мудрий, великий князь Київський
Діти:
- Ілля — (?—1020) — помер у польському полоні.
- Володимир Новгородський (1020—1052) — князь новгородський, можливо був одружений з Одою, дочкою графа Леопольда зі Штаде біля Бремену
- Ізяслав (1024—1078) — великий князь Київський одружився з дочкою польського короля Мешка ІІ княгинею Гертрудою.
- Святослав Ярославич (1027—1076) — був одружений з Одою, онучкою імператора Генріха II, від 2-х шлюбів залишив 5 синів.
- Всеволод Ярославич (1030—1093) — улюблений син Ярослава, великий князь Київський, в 1046 був одружений із Марією, дочкою імператора Костянтина Мономаха; від шлюбу народився Володимир Мономах
- Ігор Ярославич (†1060) — чоловік німецької принцеси Кунігунди, графині Орламіндської.
- В'ячеслав Ярославич (1034—1057) — був одружений з Одою Штаденською.
- Єлисавета Ярославна (Еллісіф) (†1076) — королева Норвегії, дружина короля Гаральда III Суворого, потім дружина короля Данії Свейна II Данського;
- Анастасія Ярославна (Агмунда) (†1097) — королева Угорщини, дружина короля Андраша І;
- Анна Ярославна (1032 — після 1075) — королева Франції, дружина короля Генріха І.
- Агата Київська (ймовірно) — дружина англійського короля Едварда Вигнанця (можливо дочка Ярослава)

## Вшанування пам'яті
- На честь її небесної покровительки був збудований Ірининський собор у Києві. На даний час зруйнований.
- Вулиця Княгині Інгігерди у місті Київ.
- 23 лютого 2024 року біля мармурового саркофагу в Софійському соборі, де покоїться прах княгині, провів панахиду намісник Києво-Печерської лаври єпископ ПЦУ Авраамій.[14]

## Реконструювання обличчя Інгігерди
Журналісти телеканалу «1+1» разом з українськими вченими звернулися до провідних польських фахівців, які визначили, що поруч з Ярославом похована жінка, зовнішність якої в точності збігається із зовнішністю Інгігерди. Було реконструйовано зовнішність княгині і створено компьютерну модель її обличчя.

## Експертизи кістяка з гробниці Ярослава Мудрого, проведені у 2009—2011 роках

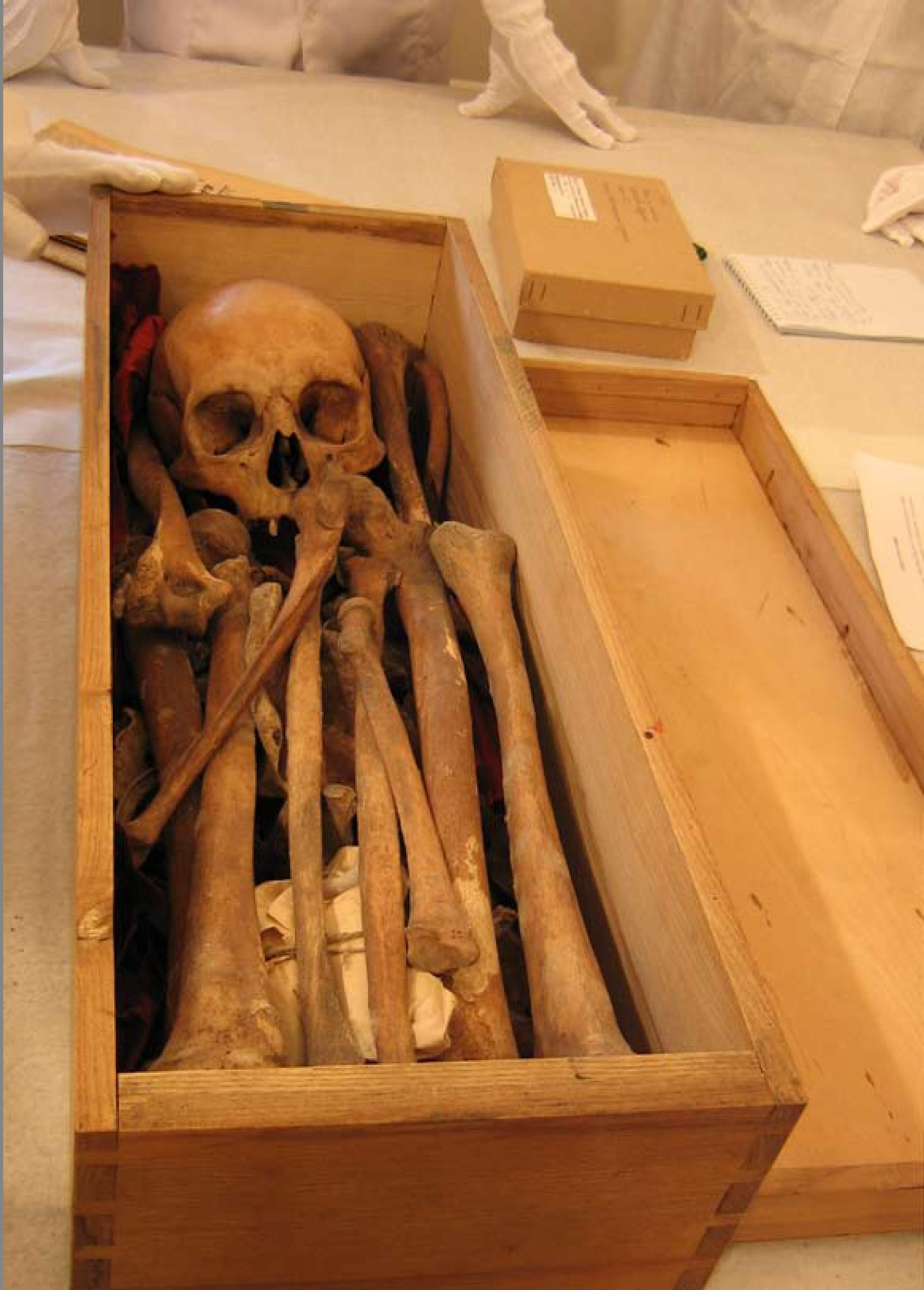
Виявлення лише одного кістяка при відкритті саркофагу Ярослава у 2009 р.

У 2009 році було вирішено відкрити саркофага Ярослава Мудрого та провести дослідження кістяків з використанням сучасних технологій, в тому числі радіо-вуглецевого.
10 вересня 2009 року саркофаг відкрили та вилучили (згідно акту відкриття):
- ящик з останками похованих у саркофазі історичних осіб;
- скляну трубку з вкладеними в неї актами попередніх комісій 1936 р., 1939 р. та 1964 р.;
- керамічну плиту з написом, датованим 20 березня 1964 р.;
- 3 (три) газети від 09 квітня 1964 року;
- 6 (шість) фотографій із зображенням Софійського собору.

Все вилучене з саркофагу у супроводі охоронця було перенесено до спеціально виділеної кімнати та опечатано.
Наступного дня ящик з останками було відкрито і виявлено, що в ньому знаходяться кістки тільки одного скелета. Наявний кістяк піддали рентгенологічному, анатомічному та антропологічному дослідженням. Було зроблено томографію та проведено сканування.

### Медико-антропологічна експертиза
Попередні результати медико-антропологічної експертизи були такі:
```
1. Кісткові рештки, вилучені із саркофага Ярослава Мудрого, представлені черепом з нижньою щелепою та набором кісток пост-краніального скелета (відсутні грудина, більшість ребер, одна променева кістка, одна ключиця, половина хребців, кістки кистей, більшість кісток стоп, 17 зубів, що випали вже після смерті).
2. Анатомічне та рентгенологічне дослідження кісток засвідчило відсутність патологій, властивих кістяку 
Ярослава Мудрого
, детальний опис яких та фотофіксаціця були здійснені у 1940р.
3. Статево-вікові і краніологічні ознаки дослідженого черепа повністю співпадають з відповідними параметрами черепа особи, похованої поруч з тлінними рештками 
Ярослава Мудрого
, які було наведено в статті професора В.В.Гінзбурга в 1940р.
4. Всі залучені методи дослідження засвідчили значну дисгармонію між масивною будовою черепа і відносно граційною будовою кісток пост-краніального скелета. Одночасно виявлена певна невідповідність між віковими, фізичними та патологічними характеристиками поясу верхніх та нижній кінцівок.
```

### Радіовуглецевий аналіз
20 жовтня 2009 року Національний заповідник «Софія Київська» звернувся до Інституту геохімії навколишнього середовища НАН та МНС України з проханням провести радіовуглецевий аналіз кістяку з метою з'ясування давності об'єкту. 9 листопада були передані 2 зразки з верхньої та нижньої частин кістяка. Після проведення рідіовуглецевого аналізу Інститут геохімії навколишнього середовища НАН України надіслав 24.12.2009 р. звіт, в якому містилась наступна інформація:

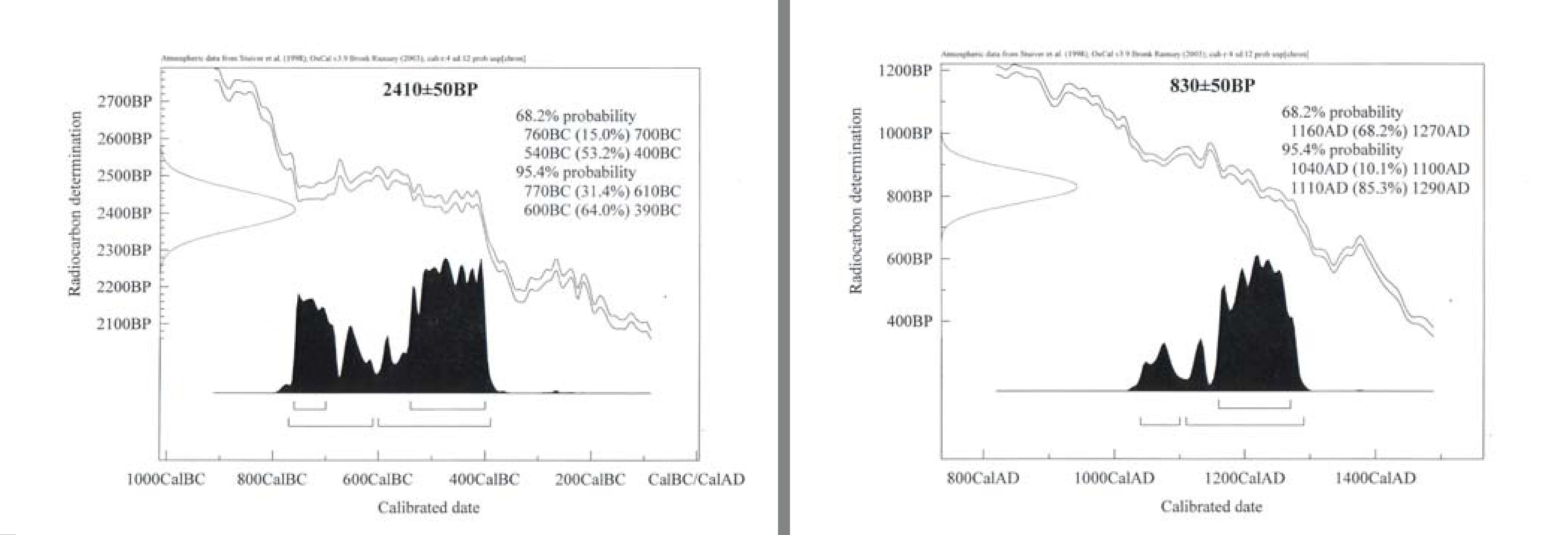
Радіовуглецевий аналіз верхньої та нижньої частин кістяка «Інгігерди»

"З отриманих результатів можна зробити наступні висновки:
```
1. Датовані зразки кісток належали різним людям, оскільки 
радіо-вуглецевий вік відрізняється на 1580 років 

2. Зразок 1 з вірогідністю 85% може бути віднесений до 12-13 сторіч. У той же час зразок 2 відповідає періоду існування скіфів на теренах теперішньої України. 
[
17
]
```

Результати радіо-вуглецевого аналізу кісток: Зразок 1. Кістки жіночого скелету з саркофагу Ярослава Мудрого, нижня частина.
Вік — 830±50років, період 1160—1270 рр. н. е.
Зразок 2. Кістки жіночого скелету з саркофагу Ярослава Мудрого, верхня частина.
Вік — 2410±50років, період 600—400 рр. до н. е.
Окрім того, в кістках верхньої частини скелету, що датована скіфськими часами, було виявлено хімічний елемент радон, який є продуктом розпаду радіоактивного елемента радію. В організм радій попадає з їжею. Це означає, що людина жила на території, де із землі у верхні шари грунту і воду просочується багато газу радію. В Україні це район Жовтих Вод в Кіровоградській області, є такі області також в Польщі та на Кавказі.

### Ізотопний аналіз
10 червня 2011 року НДІ Московського державного університету ім. М. В. Ломоносова, куди були відправлені на експертизу зразки кісток верхньої частини скелету, прислав результати своєї експертизи. Згідно висновків інституту, зразки з плечової кістки та хребців належать одній людині, хоча результати по вмісту ізотопу азоту трохи відрізнялись. Зразків з нижньої частини скелету для досліджень не надсилали.

## Висновок
Результати радіовуглецевого аналізу кістяка з саркофагу свідчать про те, що даний кістяк складений, як мінімум, з двох інших, що різняться за віком приблизно на 1500 років. Череп та верхня частина скелета належать людині (ймовірно, чоловіку середнього віку), що жила у скіфський період історії України.
Нижня частина належить жінці старшого віку, що жила у 12-13 століттях. Відповідно, кістяк не може належати людині, що похована в саркофазі. Відповідно, виникло питання, як ці кістки попали у саркофаг Ярослава.
Професор В. В. Гінзбург, що проводив дослідження кістяків у 1940 р. вважав, що кістки жінки разом з кістками черепа 3-річної дитини були покладені у саркофаг митрополитом Кирилом ІІ при відновлені Софійського собору у середині XIII ст.
Керівник антропологічних досліджень саркофагу доктор історичних наук С.Сегеда висловив припущення, що покладення частини кісток жіночого кістяка в саркофаг могло відбутись при митрополиті Петру Могилі у середині XVII ст. Мовляв, митрополит Петро Могила міг вскрити саркофаг Ярослава та додати недостаючі частини кістяка.
Проте такі припущення не пояснюють, чому (у випадку поховання в саркофазі) обидва кістяки неповні, а частина кісток зламані.
У кістяку, що був приписаний Інгігерді, відсутні:
- грудина
- більшість ребер (деякі поламані)
- одна ключиця
- одна променева кістка
- половина хребців
- частина кісток кистей та стоп
- 17 зубів, які були втрачені вже після смерті

Від крижової кістки залишився лише обломок.
У випадку поховання в саркофазі та можливого пограбування в пізніші часи можна було б очікувати втрату найбільших кісток, наприклад, черепа і т. ін. А найменші кістки мали б залишитись у саркофазі. Проте наявна картина повністю протилежна. Втрата найменших кісток та пошкодження інших характерні для процесу ексгумації, тобто викопування кісток з могильника, складання двох кістяків з випадкових кісток для наступного покладення у саркофаг. Про це можуть свідчити помилково покладені дві кістки черепа 3-річної дитини, що також знаходились у саркофазі та були виявлені при відкритті у 1936 році. Додатково про це можуть також свідчити поламані ребра обох кістяків, що характерно для грудних клітин кістяків, що дуже довго лежали в землі та були роздавлені тиском вищележачого шару грунту. Про це також натякає повна відсутність інвентарю, залишків одягу чи взуття.